# Virgil Alexandru Dragalina
Virgil Alexandru Dragalina (n. 16 ianuarie 1890, București, România – d. 6 martie 1980, Toledo, Ohio, SUA) a fost un ofițer de marină român și scriitor, fiul generalului Ioan Dragalina.

## Familia
Virgil Alexandru Dragalina s-a născut în București, la 16 ianuarie 1890, fiind al doilea băiat din cei șase copii (Corneliu, Virgiliu-Alexandru, Aurora, Elena, Cornelia și Viorica) ai lui Elena (născută Giurginca) și ai generalului Ioan Dragalina. 
A urmat o clasă la Gimnaziul "Mihail Kogălniceanu" din Vaslui, după care a continuat cursurile la Liceul Militar din Craiova (1901) și Liceul Militar din Iași, pe care le-a încheiat în anul 1908. 
Căsătorit cu Virginia Theodorescu, are două fete: Ioana Elena (născută în 1941) și Opritsa Alexandra (născută în 1942). Înainte de căsătorie a avut o relație cu Kitty Bursey, fiica unui ofițer britanic, din care a rezultat un copil, Peter, născut în 1922, în Anglia, băiat pe care l-a recunoscut și cu care a ținut legătura toată viața.

## Activitatea

### Cariera militară și civilă
La 1 iulie 1910 a absolvit Școala de Artilerie, Geniu și Marină, din București, fiind avansat la gradul de sublocotenent de marină și repartizat la Divizia de Dunăre, de unde a fost detașat pentru instrucție pe crucișătorul "Elisabeta", la Divizia de Mare (1910-1915). În această perioadă a fost ambarcat pe un cargou al Serviciului Maritim Român, cu care a navigat timp de șase luni pe linia Constanța-Rotterdam (1912-1913). Revine pe crucișătorul "Elisabeta" până la sfârșitul lunii august 1913. Pentru o perioadă scurtă a fost  ambarcat ca însărcinat administrativ pe bricul "Mircea" (1913-1914). Între 1 aprilie și 4 noiembrie 1916 a fost adjutant al comandantului Marinei Militare, contraamiralul Sebastian Eustațiu.
În Primul Război Mondial a luptat pe Dunăre și la Nistru, fiind comandantul torpilorului "Zborul" din Flota de Operațiuni (1 februarie 1917-1 iulie 1918), comandantul vasului francez "Jeanne Blanche" (1 aprilie - 1 iulie 1918), comandantul vedetei nr. 7 din cadrul Diviziei de Dunăre, la Tighina, pe Nistru (15 octombrie 1918- 26 august 1919), perioadă evocată în volumul memorialistic "Escadrila de Nistru", apărut la Editura Militară și distins cu Premiul " Nicky Chrissoveloni" pe anul 2011 al Fundației Culturale Magazin Istoric. Un episod de război memorabil s-a consumat în ziua de 3 februarie 1918, la Vâlcov, pe Nistru, când vedetele comandate de locotenent-comandorii Virgiliu-Alexandru Dragalina și Nicolae Steriopol au atacat și capturat un vas rusesc care transporta muniția și materialul necesare tragerilor Flotei ruse de Dunăre. 
Grade militare: locotenent (1 octombrie 1913), căpitan (1 noiembrie 1916) și locotenent-comandor (1 septembrie 1917); căpitan-comandor (1 octombrie 1927); comandor (10 mai 1934).
După război și-a continuat perfecționarea militară prin cursuri de specializare la Școala de Radiotelegrafie ("Wireless Telegraphy") din Portsmouth (2 martie 1920-31 martie 1921), la Școala de Electricitate și Torpile ("Torpedo School") pe HMS VERNON (2 august-4 decembrie 1921) și la Școala de Artilerie (Gunnery School") din Whale Island-Marea Britanie (5 decembrie 1921-16 aprilie 1922).
Întors în țară, îndeplinește diverse funcții importante, printre care și aceea de aghiotant al Alteței Sale Regale Principele Nicolae în statul major Regal (15 iulie1926 - 15 iulie 1927). La moartea regelui Ferdinand, în 1927, figurează printre moștenitorii regelui. În același an este numit în Comisia de supraveghere a construcției distrugătoarelor tip R pe lângă Șantierul Pattison din Napoli (20 august 1927-1 iulie 1929). Timp de trei luni este ofițer de legătură pe lângă amiralul englez Henderson, însărcinat de Ministerul de Război cu studiul Bazei Navale (15 aprilie-1 iulie 1930). 
La 31 august 1937 a demisionat din armată. Și-a continuat activitatea în funcția de director al Serviciului Maritim Român (1940-1942).  
În timpul ultimului război mondial a fost concentrat și numit șef de stat-major la comandamentul Escadrilei de Distrugătoare (1 ianuarie-1 februarie 1940).

### Lucrări publicate
În timpul detașării la Marele Stat Major a finalizat următoarele lucrări de specialitate militară și navală: 
- "Transporturile pe apă în diferite ipoteze"
- Studiu complet asupra organizării Flotei Ruse din Marea Neagră, bazele și misiunea"
- Apărarea gurilor Dunării și a coastei maritime"
- Studiu asupra cooperării Flotei de Dunăre cu armata de uscat"
- Studiu asupra oportunității neutralizării Mării Negre din punctul de vedere al cerințelor operative"
- "Studiu asupra posibilităților noastre de transport pe Marea Neagră în caz de război. Alianțele necesare României pentru a-și asigura libertatea mării"
- "Studiul transporturilor pe mare la Odessa a marilor unități ruse de pe costa Mării Negre în caz de mobilizare"
- Studiul viitoarei noastre baze navale din punctul de vedere al strategiei terestre"
- "Istoricul Marinei Comerciale"
- "Serviciul la bordul vaselor S.M.R."
- "Enciclopedia Marinei Comerciale".

Alte lucrări:
- Viața tatălui meu, Generalul Ioan Dragalina, București, Editura militară, 2009; pref.: colonel Dumitru Roman, Opritsa Dragalina-Popa.
- Escadrila de Nistru, București, Editura militară, 2011; pref.: Ion Bulei. Lucrare distinsă cu Premiul Fundației Culturale "Magazin istoric" pe anul 2011.
- Comentarii la articolul Insula lui Achile; în Noi, Tracii, Anul II, nr. 1 – septembrie 1975.
- La Pașa din Sinope, în "România Maritimă și Fluvială-Magazin" nr. 22, 2010;

## Ultimii ani
În anul 1945, după desființarea Serviciului Maritim Român, s-a pensionat. Au urmat ani grei de izolare socială și persecuție a regimului instaurat de sovietici. Ca să-și poată întreține familia, a lucrat ca electrician la Trustul Alimentației Publice nr. 4 București. În 1975 a emigrat împreună cu soția în Statele Unite, unde se stabiliseră și cele două fiice cu familiile lor.
Moare în anul 1980 și este înmormântat la New York. Soția sa, Virginia, moare în 1988, fiind îngropată la Davis, California.
În cuvântul înainte la volumul Virgil Alexandru Dragalina, Viața tatălui meu, Generalul Ioan Dragalina, apărut la Editura militară, în 2011, Opritsa Dragalina Popa a scris: "Tata a suferit mult de dorul de țară și a făcut încercări repetate de a se reîntoarce acasă, în țara lui dragă, unde își avea moșii și strămoșii. Dar... nu a mai fost cu putință... Casa îi fusese luată, pensia lui mică - anulată, iar surorile lui erau prea sărace și prea bătrâne ca să-l mai poată întreține. N-a apucat să vadă schimbarea de regim, din 1989, la care a visat o viață. N-a apucat să-și vadă nici țara, nici mormintele străbunilor de la Caransebeș, leagănul neamului Dragalina, acolo unde, copile fiind, părinții ne duceau vara. Aproape în fiecare zi mergeam la Monumentul lui Tata-mare (generalul Ioan Dragalina - n.r.) și, așezate pe treptele albe de marmură, încălzite de soare, îl ascultam pe Tata povestindu-ne despre Tata-mare Ioan, erou, căzut pentru Neam și Țară."

## Onoruri
Decorații și distincții
- Medalia "Avântul Țării" (1913)
- "Crucea de Război" franceză cu stea de bronz (1918)
- "Legiunea de Onoare" franceză, în grad de Cavaler (1919)
- Ordinul "Coroana României" cu spade în grad de Ofițer cu panglică de "Virtutea Militară" (1919)
- Ordinul "Steaua României" în grad de Cavaler cu spade și panglică de "Virtutea Militară" (1920)
- "Crucea de Război" franceză (1921); Ordinul regal britanic "Victoria" în grad de Comandor (1921)
- "Crucea comemorativă 1916-1918" (1921)
- Medalia "Victoria" (1921)
- Însemnul onorific de aur pentru 25 de ani de serviciu (1929)
- "Steaua României" în grad de Ofițer (1931)
- Medalia "Peleș" (1933).

## In memoriam
În memoria comandorului Virgil Alexandru Dragalina, Asociația Națională Cultul Eroilor "Regina Maria" - organizație care își desfășoară activitatea sub patronajul Ministerului Apărării Naționale și sub oblăduirea Patriarhiei Române - a instituit, în 2014, două premii în valoare de 1500$, care se acordă anual pentru cele mai valoroase contribuții ale cercetătorilor de istorie militară.  